# Eyvind Johnson
Eyvind Johnson (Svartbjörnsbyn, (5 quilómetros de Boden), 29 de Julho de 1900 — Estocolmo, 25 de Agosto de 1976) foi um escritor e poeta sueco.
Tornou-se membro da Academia Sueca em 1957 e foi laureado com o Nobel de Literatura de 1974, junto com Harry Martinson.
Os seus livros descrevem a sua origem proletária, e abordam a sua posição em relação às ditaduras.

## Academia Sueca
Eyvind Johnson ocupou a cadeira 11 da Academia Sueca, para a qual foi eleito em 1957.